# Audio Video
Audio Video – polski miesięcznik specjalistyczny traktujący o zagadnieniach audio oraz video, istniejący od 1984 roku. 

## Historia
Ukazuje się 11 wydań w roku (w 2014 roku 12 numerów). Audio Video zajmuje się testowaniem urządzeń audio (wzmacniaczy, zestawów głośnikowych, odtwarzaczy CD i strumieniowych, przetworników cyfrowo-analogowych, gramofonów, okablowania i akcesoriów) oraz elementów kina domowego (projektorów, telewizorów, wzmacniaczy AV i amplitunerów). Publikowane są ponadto artykuły poradnicze i techniczne, relacje z najważniejszych wystaw  sprzętu, reportaże z fabryk sprzętu, wywiady z konstruktorami oraz recenzje płytowe, w których dominują opisy płyt wydawnictw niezależnych.
Pierwszy numer "Audio-Video" ukazał się w pierwszym kwartale 1984 r. Był wówczas kwartalnikiem. Z czasem zmienił formułę na miesięcznik. Wraz ze wzrostem popularności łączności satelitarnej, do nazwy dodano człon SAT. Pod tytułem "SAT Audio-Video" miesięcznik wydawany był do końca lat 90. W międzyczasie pojawiła się w nim stała wkładka "Stereo" z testami i recenzjami sprzętu, której treść cieszyła się dużym zainteresowaniem, co skłoniło wydawcę do zmiany całej formuły czasopisma na wzorowaną na wkładce "Stereo". Skrócono wówczas nazwę, powracając do pierwotnego tytułu Audio-Video. Miesięcznik Audio-Video jest najstarszym czasopismem o tej tematyce w Polsce. Obecny nakład wynosi 10 300 egzemplarzy.